# Aphelandra pepe-parodii
Aphelandra pepe-parodii là một loài thực vật có hoa trong họ Ô rô. Loài này được Wassh. mô tả khoa học đầu tiên năm 1976.